# Acanthops royi
Acanthops royi es una especie de mantis del género Acanthops, perteneciente a la familia de insecto Acanthopidae. del orden Mantodea. Su principal característica es su semejanza con una hoja muerta.